# Kecamatan Besuki
Kecamatan Besuki är ett distrikt (kecamatan) på Java i Indonesien. Det ligger i provinsen Jawa Timur, i den västra delen av landet, 600 km öster om huvudstaden Jakarta. Distriktets huvudort vid Madurabukten heter Besuki.   